# Campionatul Mondial de Scrimă din 2001
Campionatul Mondial de Scrimă din 2001 s-a desfășurat în perioada 26 octombrie–1 noiembrie la Nîmes în Franța.

## Rezultate

### Masculin
| Probă;                | Aur                                                                           | Argint                                                                  | Bronz                                                                  |
| Spadă la individual   | Paolo Milanoli (ITA)                                                          | Basil Hoffmann (SUI)                                                    | Fabrice Jeannet (FRA) · Oliver Lücke (GER)                             |
| Spadă pe echipe       | Ungaria Krisztián Kulcsár Iván Kovács Géza Imre Attila Fekete                 | Estonia Kaido Kaaberma Nikolai Novosjolov Sergej Vaht Meelis Loit       | Franța Fabrice Jeannet Hugues Obry Rémy Delhomme Jérôme Jeannet        |
| Floretă la individual | Salvatore Sanzo (ITA)                                                         | Loïc Attely (FRA)                                                       | Brice Guyart (FRA) · Franck Boidin (FRA)                               |
| Floretă pe echipe     | Franța Brice Guyart Loïc Attely Jean-Noël Ferrari Franck Boidin               | Polonia Adam Krzesiński Sławomir Mocek Tomasz Ciepły Piotr Kiełpikowski | Cuba Elvis Gregory Oscar García Raul Perojo Eddy Patterson             |
| Sabie la individual   | Stanislav Pozdniakov (RUS)                                                    | Julien Pillet (FRA)                                                     | Mathieu Gourdain (FRA) · Rafał Sznajder (POL)                          |
| Sabie pe echipe       | Rusia Aleksei Diacenko Aleksei Iakimenko Stanislav Pozdniakov Serghei Șarikov | Ungaria Domonkos Ferjancsik Kende Fodor Balázs Lengyel Zsolt Nemcsik    | România · Mihai Covaliu · Florin Zalomir · Alin Lupeică · Dan Găureanu |

### Feminin
| Probă                 | Aur                                                                     | Argint                                                                    | Bronz                                                                               |
| Spadă la individual   | Claudia Bokel (GER)                                                     | Laura Flessel-Colovic (FRA)                                               | Maria Isaksson (SWE) · Gianna Hablützel-Bürki (SUI)                                 |
| Spadă pe echipe       | Rusia Tatiana Logunova Anna Sivkova Maria Mazina Tatiana Fahrutdinova   | Elveția Gianna Hablützel-Bürki Sophie Lamon Diana Romagnoli Tabea Steffen | Ungaria Hajnalka Kiraly Tímea Nagy Hajnalka Tóth                                    |
| Floretă la individual | Valentina Vezzali (ITA)                                                 | Sabine Bau (GER)                                                          | Roxana Scarlat (ROU) · Ekaterina Iușeva (RUS)                                       |
| Floretă pe echipe     | Italia Giovanna Trillini Valentina Vezzali Diana Bianchedi Frida Scarpa | Rusia Svetlana Boiko Ekaterina Iușeva Iulia Hakimova Olga Lobînceva       | Statele Unite ale Americii Erinn Smart Ann Marsh Iris Zimmermann Felicia Zimmermann |
| Sabie la individual   | Anne-Lise Touya (FRA)                                                   | Ilaria Bianco (ITA)                                                       | Elena Jemaeva (AZE) · Gioia Marzocca (ITA)                                          |
| Sabie pe echipe       | Rusia Elena Neceaeva Margarita Jukova Irina Bajenova Natalia Makeeva    | România · Andreea Pelei · Cătălina Gheorghițoaia · Irina Drăghici         | Germania Sandra Benad Sabine Thieltges Doreen Häntzsch Stefanie Kubissa             |

## Clasament pe medalii
| Loc | Țară                       | Aur | Argint | Bronz | Total |
| --- | -------------------------- | --- | ------ | ----- | ----- |
| 1   | Italia                     | 4   | 1      | 1     | 6     |
| 1   | Rusia                      | 4   | 1      | 1     | 6     |
| 3   | Franța                     | 2   | 3      | 5     | 10    |
| 4   | Germania                   | 1   | 1      | 2     | 4     |
| 5   | Ungaria                    | 1   | 1      | 1     | 3     |
| 6   | Elveția                    | 0   | 2      | 1     | 3     |
| 7   | România                    | 0   | 1      | 2     | 3     |
| 8   | Polonia                    | 0   | 1      | 1     | 2     |
| 9   | Estonia                    | 0   | 1      | 0     | 1     |
| 10  | Azerbaidjan                | 0   | 0      | 1     | 1     |
| 10  | Cuba                       | 0   | 0      | 1     | 1     |
| 10  | Statele Unite ale Americii | 0   | 0      | 1     | 1     |
| 10  | Suedia                     | 0   | 0      | 1     | 1     |